# Битва при Аррасі (1940)

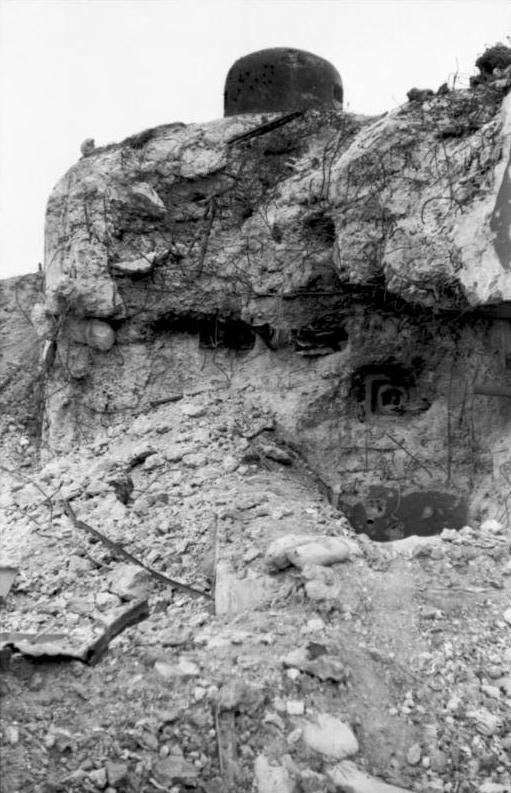
Французький бункер в Аррасі

Битва при Аррасі — битва, що відбулась під час Французької кампанії Другої світової війни між англійськими експедиційними силами та німецькими військами поблизу міста Аррас (Франція).

## Хід операції
10 травня 1940 року розпочався наступ німецьких військ в результаті якого 15 травня капітулювала Голландія, а 17 травня капітулював Брюссель. В результаті успішного прориву німецьких танкових з'єднань через Арденни виникла загроза знищення англійського експедиційного корпусу, який виявився відрізаним від союзницьких французьких збройних сил і притиснутим до моря на півночі Франції. Силами новоствореної 7 армії командування французьких сил здійснило кілька спроб з'єднати фронт, але ці спроби успіху не мали.

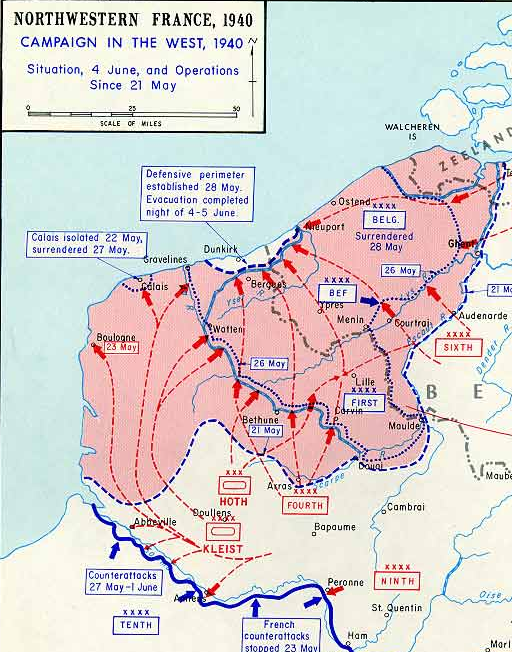
Театр бойових дій станом на 21 травня 1940

Враховуючи низький бойовий дух французьких збройних сил, англійське командування на чолі з лордом Ґортом почало відхід до порту Дюнкерк для можливої подальшої евакуації на Британські острови. Для забезпечення відходу 21 травня силами двох піхотних дивізій і однієї бронетанкової бригади англійці контратакували німецькі війська на південь від міста Аррас. Фактично, контратаку здійснили один піхотний полк та два танкові батальйони. В результаті контратаки в зоні дій 4-го армійського корпусу Вермахту виникли значні труднощі.
Високий бойовий дух англійців, виявлений в контратаці при Аррасі, так налякав командувача групою армій «Південь» Рундштедта, що він 24 травня домігся від Гітлера наказу на зупинку наступу німецьких танків по лінії Ланс — Гравелін, за 16 км від Дюнкерка.
25 травня для прикриття відходу англійських сил,англійське командування висадило на півночі Франції свіжу танкову бригаду — на додачу до двох танкових бригад лорда Ґорта.
26 травня німецький наступ відновився, але англійці за 2 дні зуміли перегрупувати свої сили і утримали підступи до Дюнкерку. Завдяки цьому до 4 червня були евакуйовані 224 тисячі британських і 114 тисяч французьких вояків (Операція «Динамо»).